# Hư cấu

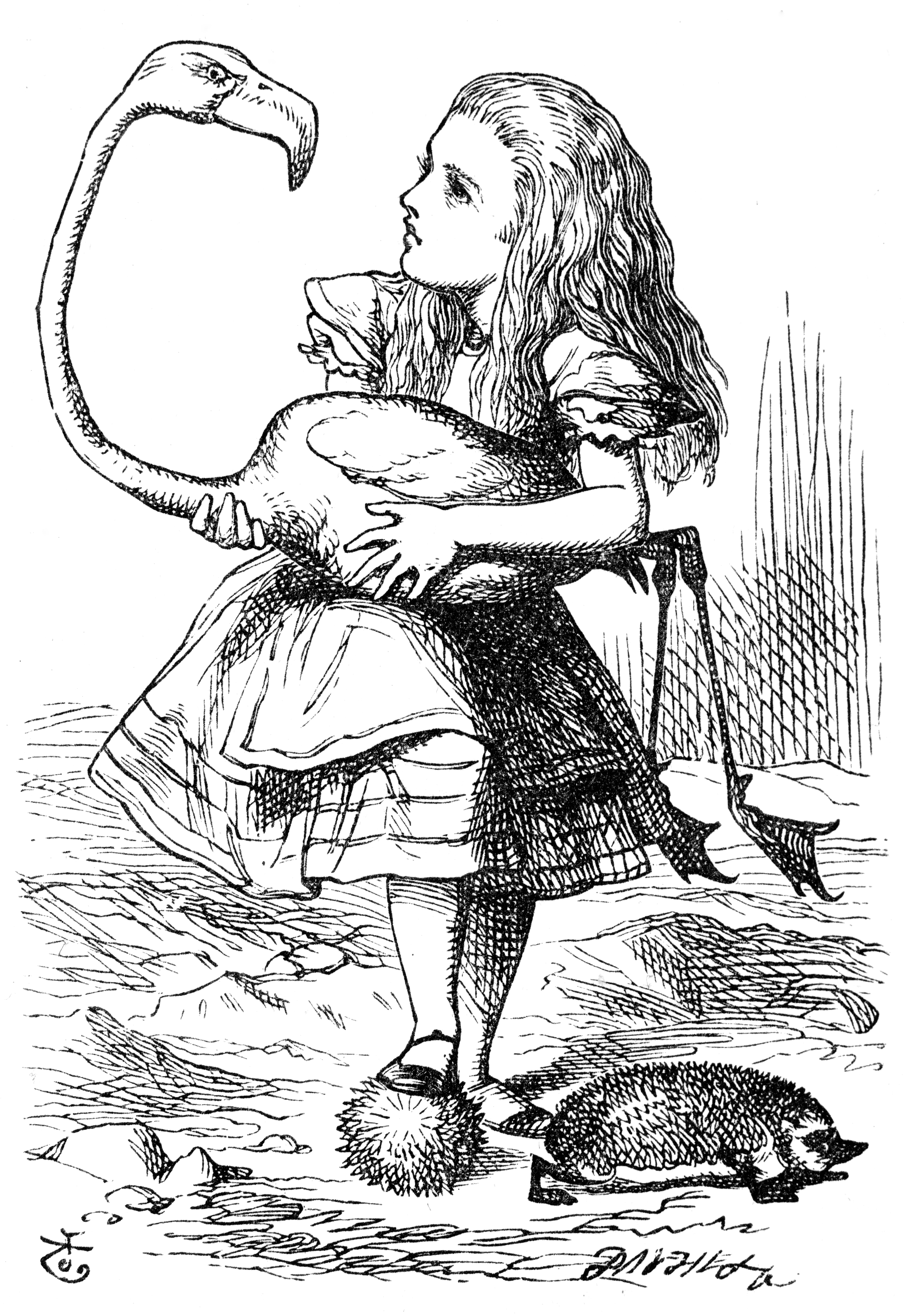
Một minh họa từ Lewis Carroll 's Adventures của Alice in Wonderland, miêu tả hư cấu nhân vật chính, Alice, chơi một trò chơi croquet kỳ ảo.

Giả tưởng hay hư cấu nói chung là một hình thức kể chuyện, trong bất kỳ phương tiện nào, bao gồm người, sự kiện hoặc địa điểm là những từ tưởng tượng khác, không dựa trên lịch sử hoặc thực tế. Trong cách sử dụng hẹp nhất của nó, tiểu thuyết đề cập đến các câu chuyện bằng văn bản trong văn xuôi và thường là tiểu thuyết, mặc dù cũng có trong tiểu thuyết ngắn và truyện ngắn. Nhìn rộng hơn, tác phẩm giả tưởng bao gồm các câu chuyện với các yếu tố tưởng tượng ở bất kỳ định dạng nào, bao gồm không chỉ trong chữ viết mà còn trong kịch nghệ, điện ảnh, chương trình truyền hình, phim truyền hình qua truyền thanh, truyện tranh, trò chơi nhập vai và trò chơi video.

## Định nghĩa
Một tác phẩm giả tưởng ngụ ý việc xây dựng một thế giới tưởng tượng và thông thường nhất là tính giả tưởng của nó được thừa nhận công khai, vì vậy khán giả của nó thường hy vọng nó sẽ đi chệch hướng trong một số cách so với thế giới thực thay vì chỉ trình bày các nhân vật là người thực hoặc mô tả chính xác thực tế. Tiểu thuyết thường được hiểu là không tuân thủ chính xác với thế giới thực, điều này cũng mở ra cho nó nhiều cách hiểu khác nhau. Các nhân vật và sự kiện trong một tác phẩm giả tưởng thậm chí có thể được đặt trong bối cảnh riêng của họ hoàn toàn tách biệt với vũ trụ đã biết: một vũ trụ hư cấu độc lập.
Trái ngược với giả tưởng là đối nghịch truyền thống của nó: phi hư cấu, trong đó người sáng tạo nhận trách nhiệm chỉ trình bày sự thật lịch sử và thực tế. Mặc dù có sự phân biệt thông thường giữa tiểu thuyết và phi hư cấu, một số tác giả tiểu thuyết chắc chắn cố gắng khiến khán giả của họ tin rằng tác phẩm này không phải là giả tưởng hoặc làm mờ ranh giới, thường thông qua các hình thức giả tưởng thử nghiệm (bao gồm cả một số tiểu thuyết hậu hiện đại và tự động hóa)  hoặc thậm chí thông qua gian lận văn học có chủ ý.

## Các định dạng
Theo truyền thống, các tác phẩm giả tưởng bao gồm tiểu thuyết, truyện ngắn, truyện ngụ ngôn, truyền thuyết, thần thoại, truyện cổ tích, thơ sử thi và kể chuyện, các vở kịch (bao gồm vở opera, nhạc kịch, kịch, vở múa rối và nhiều loại múa khác nhau). Tuy nhiên, giả tưởng cũng có thể bao gồm truyện tranh, và nhiều phim hoạt hình, chuyển động dừng, anime, manga, phim, trò chơi video, chương trình radio, chương trình truyền hình (hài kịch và phim truyền hình), v.v.
Internet đã có tác động lớn đến việc tạo và phân phối tiểu thuyết, đặt câu hỏi về tính khả thi của bản quyền như một phương tiện để đảm bảo tiền bản quyền được trả cho người giữ bản quyền. Ngoài ra, các thư viện kỹ thuật số như Project Gutenberg làm cho các văn bản trong miền công cộng trở nên dễ dàng hơn. Sự kết hợp giữa máy tính gia đình rẻ tiền, Internet và sự sáng tạo của người dùng cũng đã dẫn đến các hình thức viễn tưởng mới, chẳng hạn như trò chơi máy tính tương tác hoặc truyện tranh do máy tính tạo ra. Vô số diễn đàn cho tiểu thuyết người hâm mộ có thể được tìm thấy trực tuyến, nơi những người theo dõi trung thành của các lĩnh vực giả tưởng cụ thể tạo ra và phân phối các câu chuyện phái sinh. Internet cũng được sử dụng để phát triển tiểu thuyết blog, trong đó một câu chuyện được chuyển qua blog dưới dạng flash giả tưởng hoặc blog nối tiếp và tiểu thuyết hợp tác, trong đó một câu chuyện được viết bởi các tác giả khác nhau hoặc toàn bộ văn bản có thể được sửa đổi bởi bất cứ ai sử dụng wiki.
Các thể loại văn học giả tưởng trong văn xuôi được phân biệt theo độ dài tương đối và bao gồm:
- Truyện ngắn: ranh giới giữa truyện ngắn và tiểu thuyết rất mơ hồ.[12]
- Tiểu thuyết ngắn, Heart of Darkness (1899) của Joseph Conrad là một ví dụ về tiểu thuyết ngắn.[13]
- Tiểu thuyết

## Lịch sử
Trong giai đoạn đầu của nghệ thuật ngôn từ, hư cấu bộc lộ rõ rệt như một thứ giả tưởng không gì kiềm chế, nhưng nó lại chưa được ý thức ghi nhận. Văn học thời cổ đại và trung đại thường không phân giới giữa sự thật đời sống và sự thật nghệ thuật, do đó các sự kiện của truyền thuyết, sử thi, hạnh các thánh đều được coi như đã từng xảy ra. Những thể loại này hình thành nên cái gọi là hư cấu vô ý thức và chỉ đến khi có sự ra đời của truyện cổ tích, hư cấu có ý thức mới thực sự xuất hiện.
Lần đầu tiên khái niệm hư cấu được các nhà tư tưởng cổ Hy Lạp triết luận trong những bình giảng về thơ ca, theo họ thi ca trước hết như là sự bắt chước, nhưng người sáng tác vẫn có quyền được hư cấu. Theo Platon, hư cấu đã có mặt ở thần thoại, theo Aristote nhà thơ nói về cái có thể chứ không nói về cái đã từng có. Sự hình thành hư cấu diễn ra chủ yếu ở dạng chủ động lý giải thần thoại (bi kịch cổ đại), và truyền thuyết lịch sử (ở các bài ca về công tích, các saga, anh hùng ca), đặc biệt thuận lợi cho việc củng cố hư cấu của cá nhân là các thể loại vừa cười cợt vừa nghiêm túc ở cuối thời cổ đại Hy Lạp.
Sự gia tăng tính tích cực của hư cấu trong văn học nghệ thuật của thời đại mới khởi điểm với Thần khúc của Dante, tiếp tục với sự biến cải hình tượng nghệ thuật và cốt truyện truyền thống trong những sáng tác của G. Boccaccio, W. Shapespeare, truyện của F. Rabelais và phát triển mạnh với khuynh hướng văn học tiền lãng mạn và lãng mạn chủ nghĩa.
Ở văn học của chủ nghĩa hiện thực thế kỷ 19, khoảng cách giữa thực tại khởi nguyên và thế giới nghệ thuật được thu ngắn lại, hư cấu thường lùi lại trước sự tái hiện các sự việc và con người mà cá nhân tác giả biết rõ. Nhấn mạnh con người, sự kiện có thực trong tác phẩm, các nhà văn tỏ ra ưa thích các dữ kiện hiện thực hơn là sự hư cấu. L. Tolstoi giai đoạn cuối hay F. M. Dostoevski đều đã từng hạ thấp, thậm chí muốn từ bỏ sự hư cấu.
Văn học thế kỷ 20 chứng kiến sự quay trở lại của hư cấu mơ một trong những thủ pháp nghệ thuật bộc lộ rõ ở những tác phẩm vận dụng ước lệ nghệ thuật ở mức độ cao, hoặc lối khát quát gây ấn tượng mạnh.